# Nechama Szmuszkowicz
 (février 2024).
Nechama Szmuszkowicz (1895-1977) est une peintre d'avant-garde et marionnettiste née à Odessa en Ukraine. De 1915 à 1920, elle étudie la peinture à l'Académie d'Odessa.
En 1925, elle s'installe à Paris où elle travaille à l'Académie Moderne, de 1926 à 1930, avec Amédée Ozenfant et Fernand Léger. Ce dernier influence beaucoup son œuvre, d'inspiration cubiste.
À la fin des années 1920, elle fabrique des marionnettes en étroite collaboration avec Alexandra Exter, qui imagine des personnages d'après ceux de la commedia dell'arte.
En 1931, elle expose à Paris des œuvres non figuratives, qui préfigurent l'évolution de l'art abstrait.
Durant l'occupation allemande, son atelier est détruit et de nombreuses œuvres sont pillées ou volées.
Veuve de Venceslas Tzimbaluk, elle réside à Montrouge.
Elle meurt à l'hôpital Rothschild à l'âge de 82 ans.